# Safiyyah bint Abi Obeïd
Pour les articles homonymes, voir Obeid.
Safiyyah bint Abi Obeïd (en arabe : صَفِيَّةَ بِنْتِ أَبِي عُبَيْدٍ), est une narratrice (rawiyyah) de traditions prophétiques (ahadith) de l'époque des tabi'ine. 

## Famille
Sa filiation patrilinéaire (nasab) est la suivante : Safiyyah bint Abi Obeïd ibn Mas'oud ibn Amr ibn Oumeïr ibn Awf (en arabe : صفية بنت أبي عبيد بن مسعود بن عمرو بن عمير بن عوف).
Elle est la fille d'Atika ibn Assid et d'Abou Obeïd ath-Thaqafi (en), mort en martyr (chahid) en combattant les Sassanides à la bataille du pont en 634. Son oncle maternel est Attab ibn Assid (en), gouverneur de La Mecque au moment de sa conquête par les musulmans, et son oncle paternel est Sa'd ibn Mansour ath-Thaqafi (ar), gouverneur de Zawabi (province située entre le Grand et le Petit Zab) puis d'Al-Mada'ine (en) sous le califat d'Ali ibn Abi Talib. Elle est la demi-sœur de Moukhtar ath-Thaqafi, un chef militaire controversé ayant gouverné une partie de l'Irak de 685 à 687 pendant la Deuxième Fitna.
Elle est la femme du célèbre compagnon (sahabi) Abdullah ibn Omar, qu'elle a épousé sous le califat de son père, et la mère de six de ses enfants, dont son fils aîné Abdullah ibn Abdullah ibn Omar (ar).

## Transmission du hadîth
Il existe une divergence chez les savants du hadîth (mouhaddithoune) quant au statut générationnel de Safiyyah bint Abi Obeïd. Certains, comme Ibn Abd el-Barr et Ibn Manda (en), la considèrent comme une compagnonne (sahabiyyah) qui a vu le Prophète, tandis que d'autres, comme Ibn Hibban et Ad-Daraqoutni, la considèrent seulement comme une successeure (tabi'ah) qui a vu les compagnons du Prophète mais pas le Prophète.
Safiyyah bint Abi Obeïd est une narratrice (rawiyyah) de traditions prophétiques (ahadith), que l'on retrouve dans les chaînes de transmission (asanid) de cinq des six principaux recueils de l'islam sunnite ainsi que dans le Mouwatta de l'imam Malik. Elle rapporte sous l'autorité des mères des croyants Oumm Salama, Hafsa et Aïcha et compte parmi ses élèves Qasim ibn Muhammad ibn Abi Bakr (en), Nafi Mawla Ibn Omar (en), Salim ibn Abd Allah (en), Abdoullah ibn Dinar (ar), Hamid ibn Qaïs (ar) et Moussa ibn Oqba (ar). 

### Éloges à son sujet
- Al-Ijli (ar) : « Médinoise, successeure digne de confiance »
- Ahmad ibn Salih al-Jili (ar) : « Digne de confiance »
- Adh-Dhahabi : « Je la considère comme digne de confiance »
- Ibn Hajar al-Asqalani : « Ibn Hibban l'a mentionné parmi les dignes de confiances »

## Mort
On ne sait pas très bien quand Safiyyah bint Abi Obeïd est décédée,. 